# Thalictrum
Thalictrum es un género con 120-200 especies de plantas perteneciente a la familia Ranunculaceae.

## Descripción
Son plantas herbáceas perennes que alcanzan los 0.5-2.5 m de altura, dependiendo de la especie. Se encuentran en lugares umbríos con una distribución cosmopolita en el Hemisferio Norte y también en el sur de África y en los trópicos de Sudamérica, está ausente de Australasia. Es más común en las regiones templadas del mundo, 22 especies se encuentran en Norteamérica.
Las hojas son alternas, compuestas bipinnadas y normalmente de color azul-verdoso. Las flores son pequeñas y sin pétalos, pero con numerosos estambres grandes y brillantes de color blanco, amarillo, rosa o púrpura pálido que se producen en densas inflorescencias. En algunas especies (e.g. T. chelidonii, T. tuberosum), los sépalos son grandes, brillantes y coloreados como si fueran pétalos.

## Taxonomía
El género fue descrito por Tourn. ex L. y publicado en Species Plantarum 1: 545. 1753. La especie tipo es: Thalictrum foetidum
Etimología
Thalictrum: para conocer el significado del nombre del género hay que remontarse a Dioscórides (40-90), médico griego, botánico y farmacéutico que practicaba en Roma, o Plinio el Viejo (23 - 79), escritor naturalista romano, tanto en la forma de "thalictron" indica que estas plantas probablemente tienen su floración temprana de ( "thallein" = revivir, y de "ictar" = pronto). El nombre científico de esta especie, actualmente aceptada, fue propuesto por Carl von Linné (1707 - 1778) biólogo y escritor sueco, considerado el padre de la moderna clasificación científica de los seres vivos, en la publicación "Species Plantarum" en 1753.

## Especies seleccionadas
| - Thalictrum alpinum - Thalictrum aquilegiifolium - Thalictrum calabricum - Thalictrum chelidonii - Thalictrum clavatum - Thalictrum cooleyi - Thalictrum delavayi - Thalictrum diffusiflorum - Thalictrum dioicum - Thalictrum dipterocarpum - Thalictrum fendleri - Thalictrum flavum - Thalictrum foeniculaceum - Thalictrum foetidum - Thalictrum glaucum - Thalictrum ichangense - Thalictrum speciossimum - Thalictrum thalictroides - Thalictrum tuberosum |